# Стронг, Джефф
Джеффри Хью Стронг (англ. Geoffrey Hugh Strong; 19 сентября 1937, Нортамберленд — 17 июня 2013, Саутпорт, Северо-Западная Англия) — английский футболист, играл на позиции нападающего и атакующего полузащитника. Известен по выступлениям за английские топ-клубы «Арсенал» и «Ливерпуль».

## Биография

### Игровая карьера

#### «Арсенал»
Стронг начинал карьеру в любительском клубе «Стэнли Юнайтед». В ноябре 1957 года Стронг стал игроком лондонского «Арсенала», сумма сделки составила 100 фунтов стерлингов. Больше двух сезонов Стронг играл за молодёжный и дублирующий состав «канониров».
В сентябре 1960 года дебютировал за «Арсенал» в матче против «Ньюкасла», в котором забил гол; матч закончился со счётом 5:0 в пользу «Арсенала». Стронг был одним из лидеров атаки «Арсенала», вместе с Джо Бейкером. Атакующий дуэт Стронг-Бейкер показывал высокую результативность и по итогам сезона 1963/64 атакующая пара оформила 62 гола. Стронг показал высокую результативность за 137 сыгранных матчей, он забил 77 голов.

#### «Ливерпуль»
В ноябре 1964 года Стронг перешёл в «Ливерпуль», сумма сделки составила 400 фунтов стерлингов. В те годы главным тренером «Ливерпуля» был легендарный Билл Шенкли, который восхищался Стронгом, как игроком. В своём первом сезоне за «Ливерпуль» Стронг стал обладателем Кубка Англии в 1965 году, когда в финальном матче со счётом 2:1 был обыгран «Лидс Юнайтед». В следующем сезоне Стронг в составе «красных» выиграл чемпионский титул, став по ходу сезона одним из важных игроков, заменяя своих товарищей по команде.
Последующие четыре сезона Стронг играл в составе «Ливерпуля» на разных позициях, в том числе был и фланговым защитником.

#### «Ковентри»
В июле 1970 года Стронг перешёл в «Ковентри Сити», в составе которого он отыграл один сезон. Опытный Стронг и молодой Джефф Блокли составили ключевую оборонительную пару в полузащите. В том сезоне «Ковентри» выступил успешно, финишировав в первой половине турнирной таблицы. Стронг завершил карьеру игрока летом 1972 года после последствий полученной травмы.

### Смерть
Скончался 17 июля 2013 года в Саутпорте возрасте 75 лет.

## Достижения
«Ливерпуль»
- Чемпион Первого дивизиона (1) : 1965/66
- Обладатель Кубка Англии (1) : 1965
- Обладатель Суперкубка Англии (2) : 1965, 1966